# Ophiusa xylochroa
Ophiusa xylochroa là một loài bướm đêm thuộc họ Erebidae. Loài này có ở Châu Phi, bao gồm Congo.